# ساموئل هودگتس
ساموئل هودگتس (انگلیسی: Samuel Hodgetts; ۲۸ اکتبر ۱۸۷۷ – ۱ ژانویهٔ ۱۹۴۴) ژیمناست هنری اهل بریتانیا بود.